# Municipalità locale di Kungwini
La municipalità locale di Kungwini (in inglese Kungwini Local Municipality) è stata una municipalità locale del Sudafrica appartenente alla municipalità distrettuale di Metsweding, nella provincia del Gauteng. In base al censimento del 2001 la sua popolazione è di 109 063 abitanti.
Nel 2011 è stata accorpata, al pari della municipalità locale di Nokeng tsa Taemane, alla municipalità metropolitana di Tshwane.
Il suo territorio si estendeva su una superficie di 2.202 km² ed era suddiviso in 14 circoscrizioni elettorali (wards). Il suo codice di distretto era GT462.

## Geografia fisica

### Confini
La municipalità locale di Kungwini confinava a nord con quelle di Thembisile (Nkangala/Mpumalanga) e Nokeng tsa Taemane, a est con quella di Emalahleni (Nkangala/Mpumalanga), a est e a sud con quella di Delmas (Nkangala/Mpumalanga), a sud e a ovest con il municipio metropolitano di Ekurhuleni e a ovest con il municipio metropolitano di Tshwane.

### Città e comuni
- Bronkhorstspruit
- Ekandustria
- Ekangala
- Kungwini
- Pretoria
- Rethabiseng
- Sehlakwana
- Sokhulumi
- Tierpoort
- Vlakfontein
- Welbekend
- Zithobeni

### Fiumi
- Bronkhorstspruit
- Edendalspruit
- Elands
- Koffiespruit
- Moreletta
- Osspruit
- Pienaars
- Hennops
- Wilger

### Dighe
- Bronkhorstspruitdam
- Premiermyndam